# Élisabeth Thible
Élisabeth Thible (Lyon, 1765 - ?), foi a primeira mulher aeronauta da História, e a primeira a haver efetuado voos em balões a ar quente e a gás hidrogênio.
Em 4 de junho de 1784, ela tomou lugar com o sr. Fleurant a bordo de um balão a ar quente chamado La Gustave em honra ao rei Gustavo III da Suécia, em visita a Lyon naquele dia.

## Balonismo
Monsieur Fleurant planejou originalmente voar o balão com o Conde Jean-Baptiste de Laurencin, mas o conde deu sua posição no Gustave para Élisabeth Thible.
Quando o balão deixou o chão Thible, vestida como a deusa romana Minerva, e Fleurant cantou dois duetos de La Belle Arsène de Monsigny, uma ópera célebre do tempo. O vôo durou 45 minutos, percorreu quatro quilômetros e atingiu uma altura estimada de 1 500 metros. Foi testemunhado pelo Rei Gustavo IIII da Suécia em cuja homenagem o balão foi batizado. Durante a aterrissagem acidentada, Thible torceu o tornozelo quando a cesta atingiu o chão. Ela foi creditada por Fleurent pelo sucesso do vôo porque ela alimentou a caixa de fogo do balão no caminho e por exibir sua coragem notável.

## Vida privada
Pouco se sabe sobre Madame Thible, ela é descrita como a esposa abandonada (épouse délaissée) de um comerciante de Lyon.  Nenhum registro dela sobreviveu como cantora de ópera profissional.